# Огненношапочные колибри
Огненношапочные колибри (лат. Sephanoides) — род птиц семейства колибри. Род описан английским зоологом Джордем Греем в 1840 году. Название происходит от др.-греч. στεφανη — «корона»; др.-греч. οιδης — «похожий».

## Описание
Размер тела 10-12 см.

## Классификация
Род объединяет два вида:
- Чилийский огненношапочный колибри Sephanoides sephaniodes (Lesson, 1827)
- Фернандесский огненношапочный колибри Sephanoides fernandensis (King, 1831)

## Охранный статус
Оба вида включены в Красный список угрожаемых видов МСОП Sephanoides fernandensis со статусом LC (Виды, вызывающие наименьшие опасения) Sephanoides fernandensis со статусом CR (Находящиеся на грани полного исчезновения).

## Распространение
Встречаются на Чили и Аргентине от Атакамы и архипелага Хуан-Фернандес до Огненной Земли.